# Батна
Батна (араб. باتنة, бербер.: ) — місто на північному сході Алжиру, столиця провінції Батна. Батна — п'яте за населенням місто Алжиру, найбільше місто гірського масиву Орес.

## Географія
Місто розташовано за 430 кілометрів від столиці країни, міста Алжир, за 119 кілометрів від міста Константіна між Тель-Атласом і Сахарським Атласом. Попри те, що Батна знаходиться порівняно недалеко від узбережжя, висота, на якій розташовано місто, становить більше кілометра над рівнем моря. У зв'язку з цим зима у місті доволі холодна, зі снігом.

### Клімат
Місто знаходиться у зоні, котра характеризується кліматом тропічних степів. Найтепліший місяць — липень із середньою температурою 26.1 °C (79 °F). Найхолодніший місяць — січень, із середньою температурою 5.6 °С (42 °F).
| Клімат Батни            | Клімат Батни | Клімат Батни | Клімат Батни | Клімат Батни | Клімат Батни | Клімат Батни | Клімат Батни | Клімат Батни | Клімат Батни | Клімат Батни | Клімат Батни | Клімат Батни | Клімат Батни |
| Показник                | Січ.         | Лют.         | Бер.         | Квіт.        | Трав.        | Черв.        | Лип.         | Серп.        | Вер.         | Жовт.        | Лист.        | Груд.        | Рік          |
| Абсолютний максимум, °C | 22           | 22           | 25           | 30           | 36           | 37           | 40           | 38           | 38           | 32           | 27           | 30           | 40           |
| Середній максимум, °C   | 8            | 10           | 12           | 16           | 21           | 27           | 32           | 31           | 26           | 20           | 13           | 10           | 19           |
| Середня температура, °C | 5            | 6            | 8            | 12           | 17           | 22           | 26           | 25           | 21           | 15           | 10           | 6            | 15           |
| Середній мінімум, °C    | 2            | 3            | 5            | 7            | 12           | 17           | 20           | 20           | 16           | 11           | 6            | 3            | 10           |
| Абсолютний мінімум, °C  | −7           | −11          | −6           | −2           | −1           | 6            | 8            | 10           | 6            | 0            | −3           | −7           | −11          |
| Норма опадів, мм        | 20           | 30           | 40           | 30           | 30           | 20           | 10           | 20           | 30           | 30           | 30           | 30           | 320          |
| Днів з опадами          | 9            | 10           | 10           | 9            | 7            | 5            | 2            | 2            | 5            | 7            | 9            | 11           | 86           |
| Днів з дощем            | 7            | 8            | 9            | 9            | 7            | 5            | 2            | 2            | 5            | 7            | 8            | 10           | 79           |
| Днів зі снігом          | 3            | 2            | 1            | 0            | 0            | 0            | 0            | 0            | 0            | 0            | 1            | 2            | 9            |
| Вологість повітря, %    | 75           | 70           | 60           | 60           | 55           | 45           | 40           | 40           | 55           | 60           | 70           | 75           | 58.8         |
| ----------------------- | ------------ | ------------ | ------------ | ------------ | ------------ | ------------ | ------------ | ------------ | ------------ | ------------ | ------------ | ------------ | ------------ |
| Джерело: Weatherbase    |              |              |              |              |              |              |              |              |              |              |              |              |              |

## Історія
Перші довгострокові споруди (військового призначення), що послугували основою для розвитку міста, були зведені французькими військовими 1844 року з метою створення стратегічної опорної точки для охорони основної дороги, що веде на південь Алжиру, до Сахари. Однак перша спроба заснувати у цих місцях міські поселення була вжита ще римлянами — поблизу від Батни є руїни давньоримських міст Тімгад та Ламбез.
Батна — одне з міст Алжиру, де у 1954 році стались події, що поклали початок війні за незалежність країни. 1 листопада 1954 року військові об'єкти у місті були атаковані загонами борців за незалежність. Аж до здобуття Алжиром незалежності у місті перебувало командування повстанців.
6 вересня 2007 року у Батні стався крупний терористичний акт. Незадовго до прибуття до міста президента Алжиру Абделазіза Бутефліки, який здійснював триденну поїздку північчю країни, серед людей, що очікували на приїзд президента, підірвав вибуховий пристрій терорист-смертник. В результаті потужного вибуху загинуло, за різними даними, від 15 до 20 чоловік, понад сто було поранено. У теракті було звинувачено Аль-Каїду.

## Населення
Місто є найбільшим у регіоні Орес; в основному населено берберами, що розмовляють двома мовами — алжирсько-арабською та шавійською.

## Освіта
У 1990 році університет міста отримав престижний статус університету Хаджі Лахдар Батна. Університет Батни посідає друге місце в Алжирі після Університету Тлемсена та 45-е місце в Африці.

## Пам'ятки

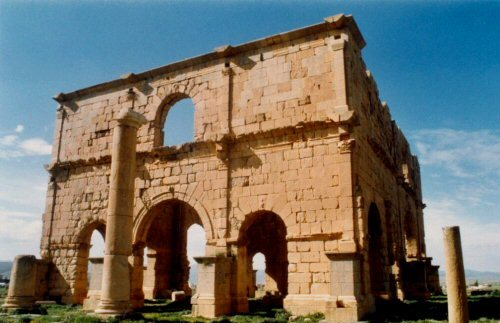
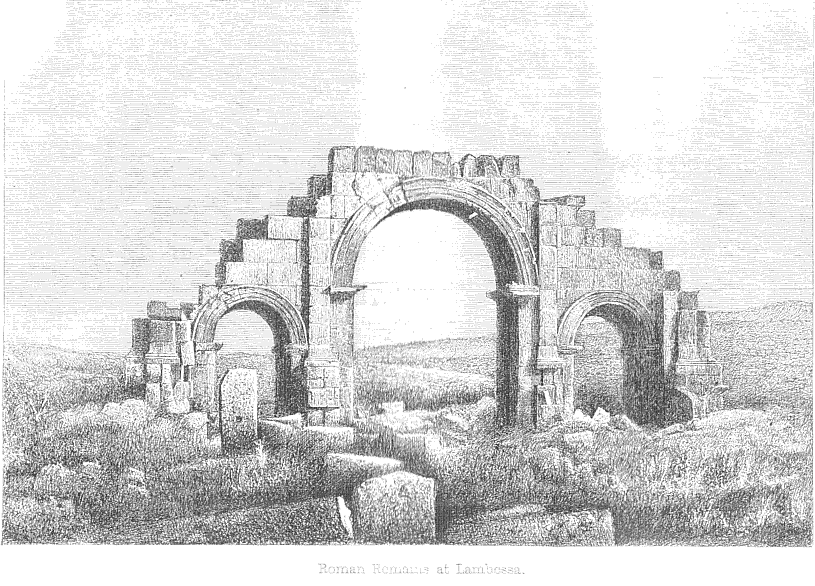

- Тімгад (лат. Thamugas) — римське місто у Північній Африці.

Тімгад (Тамугас) було засновано імператором Траяном близько 100 року н. е. ex nihilo на пустому місці, як військове поселення у передгір'ях Атлаських гір й було покликано убезпечити прибережні райони від набігів берберських кочівників.

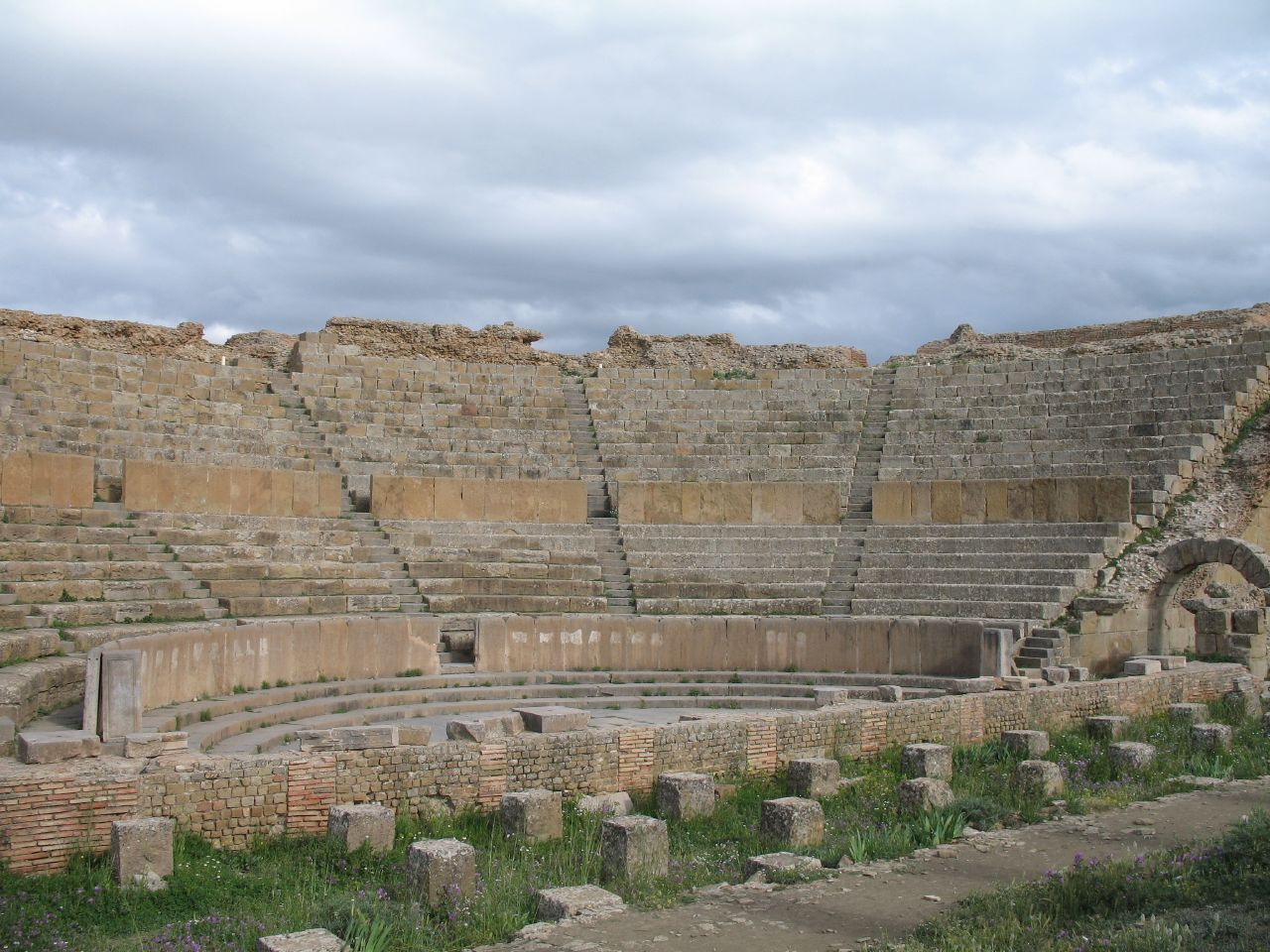
Амфітеатр
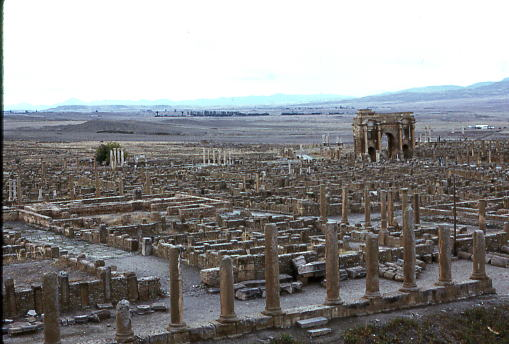
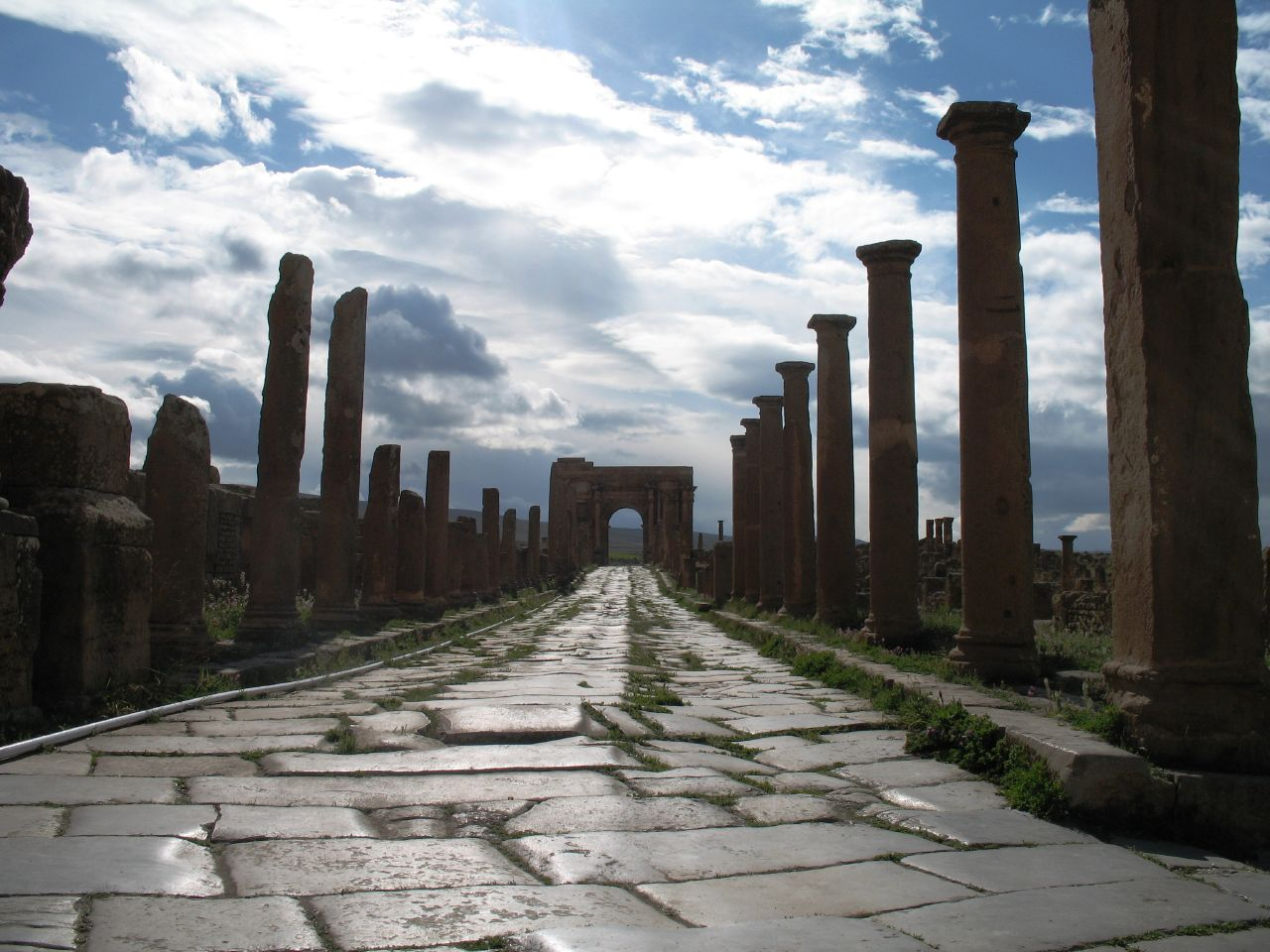
Вулиці Тімгада

- Піраміда Імедрасен

Імедрасен (Медгасен, Медрасен) — гробниця берберського короля Імедрасена, неподалік від міста Батна.

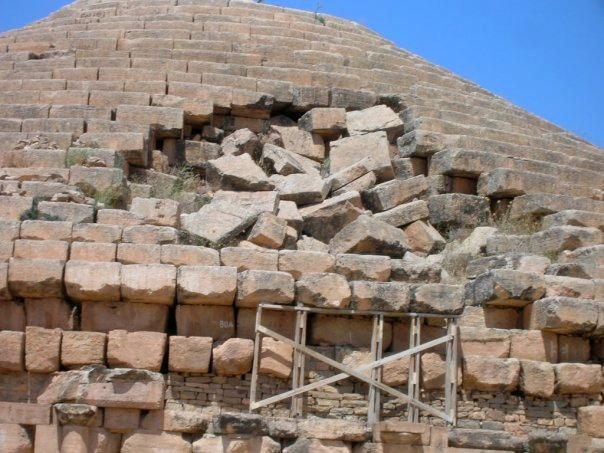
Руйнування піраміди
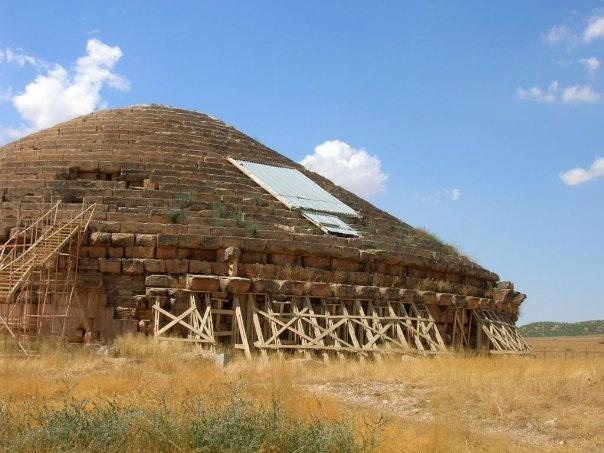
Погіршення піраміди
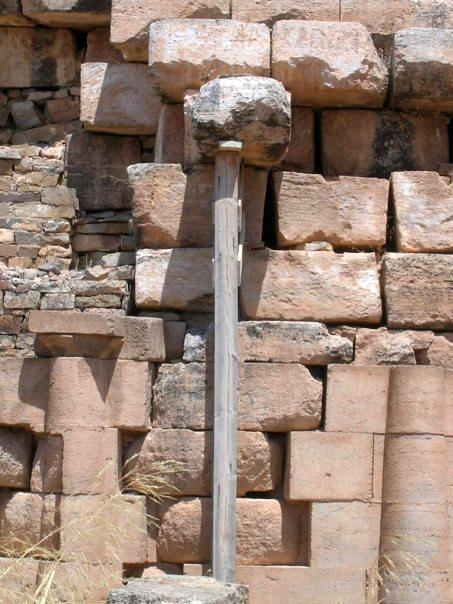
Залізна колона
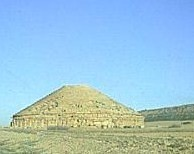
Імерасен

- Ламбез (лат. Lambaesis) — військове місто римської Африки за 10 км від Батни, на шляху до Тімгада.

## Уродженці
- Салім Арібі (* 1974) — алжирський футболіст, що грав на позиції захисника.

## Міста-побратими
- Гренобль (Франція)